# The Vindictive Foreman
The Vindictive Foreman è un cortometraggio muto del 1910 prodotto dalla Nestor. Il nome del regista non viene riportato nei credit.

## Produzione
Il film fu prodotto dalla Nestor Film Company.

## Distribuzione
Distribuito dalla A.G. Whyte, il film - un cortometraggio di una bobina - uscì nelle sale cinematografiche USA il 5 marzo 1910.